# Nguyễn Quý Cảnh
Nguyễn Quý Cảnh (1669-1743) là đại thần nhà Lê trung hưng thời chúa Trịnh Doanh trong lịch sử Việt Nam. 

## Sự nghiệp
Nguyễn Quý Cảnh người làng Thiên Mỗ, huyện Từ Liêm, Hà Nội. Ông là cháu nội của thám hoa Nguyễn Quý Đức, con hoàng giáp Nguyễn Quý Ân. Từ khi đỗ hương cống, Nguyễn Quý Cảnh được làm quan ở trong phiên của chúa Trịnh.
Thời Lê Thuần Tông, Nguyễn Quý Cảnh được tiến cử vào triều làm chức tự khanh, coi việc ở Hộ phiên, giảng bài cho em chúa Trịnh Giang là Trịnh Doanh.
Thời Lê Ý Tông, Trịnh Giang ăn chơi sa đọa, tin dùng hoạn quan Hoàng Công Phụ. Công Phụ chuyên quyền, triều chính nghiêng ngả trước các cuộc nổi dậy của nông dân.
Nguyễn Quý Cảnh cùng đại thần Nguyễn Công Thái đề nghị Vũ thái phi dựng Trịnh Doanh lên ngôi để cứu vãn tình hình. Đầu năm 1740, ông cùng Nguyễn Công Thái thu quân lính tại kinh thành, cùng nhau khởi sự trừ phe cánh Hoàng Công Phụ rồi tâu lên Lê Ý Tông. Được sự phê chuẩn của Ý Tông, Nguyễn Quý Cảnh mang sắc dụ ra tuyên bố, cùng các quan lập Trịnh Doanh làm chúa.
Sau khi lên ngôi chú, trước tình hình Bắc Hà Tình rối ren do các cuộc khởi nghĩa, Trịnh Doanh cần Quý Cảnh làm tham mưu, giữ luôn ở trong phủ, đêm ngày bàn chính sự. Tình hình dần dần sáng sủa lên nhờ đóng góp của ông, do đó được Trịnh Doanh thăng làm Tham tụng, Thượng thư bộ Binh, Thống quận công.
Năm 1741 thời Lê Hiển Tông, ông kiêm chức Đốc phủ ở Sơn Tây, thống lĩnh việc quân. Bấy giờ triều đình ưu đãi cho kiêu binh để họ hăng hái đánh dẹp, nhưng ông bác bỏ bớt những yêu sách thái quá của họ. Vì vậy đám kiêu binh thù hận ông, kéo nhau tới phá nhà ông. Trịnh Doanh sai bắt kẻ cầm đầu vụ đó giết chết.
Sợ bị người khác đố kỵ, sau lần đó Nguyễn Quý Cảnh giấu mình, không phát lộ tài năng, giả có bệnh, rồi xin thôi chức Tham tụng. Trịnh Doanh không nghe, vẫn dùng ông vào chức cũ. Trịnh Doanh lại sai ông điều hành việc ở bộ Lại, ông cố từ không được.
Ông được lệnh cùng Thượng thư Vũ Công Tể làm chiêu phủ sứ chia nhau đi các đạo khuyên dân phiêu tán vì loạn lạc về làm ruộng để ổn định cuộc sống.
Đầu năm 1742, Nguyễn Quý Cảnh bày tỏ việc mình bị nhiều người ghen ghét, xin thôi những chức vụ trọng yếu.
Giữa năm 1743, ông lại được chúa Trịnh Doanh phong làm Thượng thư bộ Hộ, hàm thái tử thái phó, Đại tư mã, rồi cho về hưu.
Ít lâu sau ông lại được gọi ra làm Ngũ lão hầu chúa. Ít lâu sau ông mất, thọ 75 tuổi, được truy tặng làm Đại tư đồ, Huyên trung công, truy phong làm phúc thần.